# Horne (Schiff)
Die Horne, auch USS Horne, (Kennungen: DLG-30 und CG-30) war ein Lenkwaffenkreuzer der Belknap-Klasse der United States Navy, der von 1967 bis 1994 in Dienst stand.

## Geschichte
Die spätere Horne, benannt nach dem Admiral Frederick J. Horne (1880–1959), wurde am 20. September 1961 als Zerstörerführer mit der Kennung DLG-30 bestellt. Das Schiff wurde am 12. Dezember 1962 bei der Hunters Point Naval Shipyard in San Francisco im US-Bundesstaat Kalifornien auf Kiel gelegt. Der Stapellauf erfolgte am 30. Oktober 1964 und die Indienststellung, unter dem Kommando von Captain Stansfield Turner am 15. April 1967.
Das Schiff wurde in San Diego stationiert. Die vier ersten Verlegungen führten die Horne gleich in den Vietnamkrieg, wo sie auf Yankee Station patrouillierte. 1975 wurde die Horne zu einem Lenkwaffenkreuzer umklassifiziert und erhielt die Kennung CG-30.
Im Anschluss verlegte der Kreuzer noch mehrmals in den Westpazifik und den Indischen Ozean, erst 1990 wurde das Schiff aber wie in einer Konfliktsituation eingesetzt, als es am Zweiten Golfkrieg teilnahm. Die Horne war jeweils in der direkten Umgebung, als Tripoli und Princton auf Minen liefen. in den folgenden Jahren nahm das Schiff an den Operationen Restore Hope und Southern Watch teil, wurde aber schließlich 1994 außer Dienst gestellt und wartete als Teil der Reserveflotte der United States Maritime Administration bis 2008 auf weitere Verwendung.
Im Juni 2008 wurde die Horne von der Navajo Richtung Hawaii geschleppt, wo sie im Rahmen der Übung RIMPAC am 14. Juli als Zielschiff versenkt wurde.